# Selección de fútbol sub-15 de Islandia
La selección de fútbol sub-15 de Islandia es el equipo formado por jugadores de 15 años de edad, que representa a la Federación de Fútbol de Islandia en los Juegos Olímpicos de la Juventud y en la clasificatoria europea a estos juegos. 

## Estadísticas

### Juegos Olímpicos de la Juventud
| Año               | Ronda          | Posición       | PJ             | PG             | PE             | PP             | GF             | GC             |                |
| ----------------- | -------------- | -------------- | -------------- | -------------- | -------------- | -------------- | -------------- | -------------- | -------------- |
| Singapur 2010     | No participó   | No participó   | No participó   | No participó   | No participó   | No participó   | No participó   | No participó   | No participó   |
| Nankín 2014       | Tercer lugar   | 3º             | 4              | 1              | 1              | 2              | 11             | 3              |                |
| Buenos Aires 2018 | No hubo fútbol | No hubo fútbol | No hubo fútbol | No hubo fútbol | No hubo fútbol | No hubo fútbol | No hubo fútbol | No hubo fútbol | No hubo fútbol |